# Personaggi di Madagascar

Da sinistra: i protagonisti Melman la giraffa, Gloria l'ippopotamo, Alex il leone e Marty la zebra nel secondo film.

La seguente è una lista dei personaggi del franchise di Madagascar, prodotta dalla DreamWorks Animation.

## Protagonisti

### Alex
Alex (nato Alakay) è un leone africano maschio e il migliore amico di Marty. Ex attrazione principale dello zoo di Central Park, è abituato alla vita agiata nello zoo ma impara ad adattarsi nella natura selvaggia. È intelligente, rapido di pensiero, agilissimo, pieno di energia, vanitoso, testardo e sfortunato. Tende ad essere un po' egocentrico, spesso non vedendo i problemi degli altri al di sopra dei suoi. Nonostante il suo orgoglio e il suo egoismo, Alex è molto leale verso gli altri animali dello zoo, soprattutto verso Marty il suo migliore amico. È anche determinato a sistemare le cose quando sa di averle peggiorate, come quando litiga con Marty o quando cerca di chiedere scusa a tutti. Alex è un ballerino per natura, spesso impressionando gli altri con le sue imprese acrobatiche, e ha anche buone capacità di leadership, soprattutto nel terzo film, quando riesce a guidare il circo Zaragoza. 
È nato in libertà, ma quando era piccolo è stato catturato dai bracconieri, chiuso in una cassa e caricato in un furgone, suo padre Zuba era riuscito a salire sul veicolo e a sciogliere le corde che legavano la cassa in cui era stato rinchiuso, ma fu ferito all'orecchio e cadde. Nel frattempo la cassa era scivolata in un fiume che sfociava nell'Atlantico. Così finì nell'oceano e sopravvisse miracolosamente alla traversata, fino a New York, dove venne ritrovato e portato allo zoo di Central Park, diventandone presto la star. Crebbe dimenticandosi della sua infanzia e conobbe i suoi amici Marty, Melman e Gloria. Nel palmo della zampa destra ha una voglia a forma di continente africano ed è grazie a questo segno che i suoi genitori lo riconoscono.
Nel primo film, all'inizio, adora essere la star dello zoo di New York e detesta vivere in natura perché non ha le comodità dello zoo. Dato che inizialmente si nutre di bistecche, nel corso del film deve fare i conti con i suoi istinti assassini repressi e la fame gli provoca allucinazioni, facendogli apparire qualunque suo amico come fosse una bistecca e dà un morso proprio a Marty, un atto che quasi rovina la loro amicizia, ma alla fine Alex se ne pente: infatti il leone e la zebra Marty ritornano ad essere amici. Dopo essersi pentito di aver commesso gli errori decide di seguire una nuova dieta, costituita da pesci, consigliata dai pinguini, da Re Julien e dagli altri lemuri.
Nel secondo film, quando arriva in Africa, trova la sua famiglia e preferisce vivere qui piuttosto che tornare allo zoo di Central Park.
Cambia idea, tornando a New York nel terzo film, ma alla fine decide di unirsi al circo in cui scopre di avere talento con il trapezio. La sua più grande nemica è Chantel DuBois, una terribile accalappiatrice monegasca che vuole a tutti i costi ucciderlo e appendere la sua testa come trofeo di caccia.
Nella serie I pinguini di Madagascar compare nell'episodio speciale "Il ritorno del dottor Blowhole: la vendetta", come spirito guida di Skipper dopo che quest'ultimo ha perso la memoria. Nella serie Tutti pazzi per Re Julien fa una breve apparizione nell'ultimo episodio dove finisce sull'isola di Madagascar collegandosi al primo film.
Alex è doppiato nell'originale da Ben Stiller e in italiano da Alessandro Besentini e da Vittorio Guerrieri (I pinguini di Madagascar).

### Marty
Marty è un maschio di zebra di pianura, migliore amico di Alex e un caro amico di Gloria e Melman. Ex ospite dello zoo di Central Park, è molto amichevole, ben intenzionato, determinato, entusiasta e dallo spirito libero, sempre pronto a vivere grandi avventure con i suoi amici. Come sottolinea Alex, è un sognatore e un inguaribile ottimista, che di solito vede il lato positivo di molte cose, affrontando le situazioni con serenità. Il suo stile di vita spensierato tende a dare sui nervi ai suoi amici, ma soprattutto serve a impressionarli; è lui che aiuta a tenere unito il gruppo quando le cose sembrano andare male. Non ama lo zoo e sogna un giorno di poter andare a vivere nella natura. Quando arrivano in Madagascar è infatti il più felice ed il primo deciso a non tornare a New York, al contrario dell'amico Alex.
Nel primo film Marty compie 10 anni (mezza età per una zebra). I suoi amici cercano di festeggiarlo, ma in qualche modo Marty vuole di più. Fugge dallo zoo di Central Park dove ha sempre vissuto e si precipita in libertà. Nel film, Alex dice che è nero con strisce bianche, poiché ha 30 nere e solo 29 bianche, ma questo è stato in parte dovuto al fatto che Alex ha dovuto dare una spiegazione sul perché stava leccando Marty, poiché pensava di essere una bistecca nel suo sogno.
Nel secondo film, quando il gruppo giunge in Africa, si unisce ad un branco di zebre identiche in tutto e per tutto a lui anche nella personalità. Sebbene all'inizio è contento di ritrovarsi finalmente in mezzo ai suoi simili ben presto però è turbato dall'eccessiva somiglianza conquest'ultimi.
Nel terzo film si unisce al circo e si rivela tanto coraggioso e spontaneo a farsi sparare con il cannone insieme a Stefano, suo compagno di esibizione e amico.
Marty è doppiato in originale da Chris Rock e in italiano da Francesco Villa e Corrado Conforti.

### Melman
Melman Mankiewicz III è un maschio di giraffa reticolata. È un ex ospite dello zoo di Central Park e un caro amico di Alex, Marty e Gloria. A New York è nato nello zoo del Bronx, ma poi è stato trasferito a Manhattan. È molto simpatico e leale con gli amici, ma anche un po' ipocondriaco, ossessionato dalle malattie e molto pauroso, ma diventa più coraggioso con il passare dei film. Nel primo film assume spesso dosi di medicine per i pasti e appuntamenti dal medico. Si lamenta persino di avere macchie marroni (le macchie, nella vita reale, sono naturali). A quanto pare, ama Gloria fin dall'infanzia, ma si è sempre sentito troppo nervoso e timido per dirglielo.
È nervoso per la maggior parte del tempo, ma spesso ha momenti di profonda lucidità. Nei primi due film è lui a ritenere che lui e gli amici sono finiti allo Zoo di San Diego. La sua esperienza di essere medicato gli ha dato un'idea di come trattare animali malati o feriti che altrimenti potrebbero perdere la speranza e scavare una buca dell'agonia, aspettando di morirci dentro. Il suo amore per Gloria è profondo ed è sempre un gentiluomo con lei, rivelandolo nel secondo film prima a Re Julien e Maurice e poi alla stessa Gloria mentre credeva di avere molto poco da vivere, offrendosi in sacrificio per riportare l'acqua agli animali della savana secondo un rito di Julien. Però alla fine del film, Melman e Gloria diventano ufficialmente una coppia di fidanzati.
Nel terzo film si unisce al Circo Zaragoza in cui si rivela capace di fare il funambolo, ballando sulla fune insieme alla fidanzata Gloria.
Melman è doppiato in originale da David Schwimmer e in italiano Fabio De Luigi (Madagascar) e Roberto Gammino (Madagascar 2 e Madagascar 3 - Ricercati in Europa).

### Gloria
Gloria è una bellissima femmina di ippopotamo che risiedeva nello zoo di Central Park come attrazione. È la mente femminile del quartetto di amici composto da Alex, Marty, Melman e lei stessa. Funge da figura materna del gruppo che si occupa degli altri e spesso agisce come una sorella maggiore per Alex e Marty, cercando di mettere tutti d'accordo. È dolce, premurosa, amichevole, forte, sicura di sé, estroversa, testarda, indipendente e fiduciosa. Pur essendo generalmente calma, è spesso seria e impertinente con ciò di cui sta parlando e i ragazzi stanno attenti a non darle sui nervi. Sebbene non è tra i personaggi più eccentrici e spiritosi della banda, Gloria è pragmatica e giudiziosa, che la rende una figura di stabilità tra i suoi amici. Ama la frutta, i massaggi e vivere la bella vita, e ha talento nel ballo.
Nel secondo film si unisce al branco degli ippopotami e come desiderava incontra un compagno della sua specie il palestrato Moto Moto per rendersi poi conto di piacergli solo per il suo fisico e che Melman, del quale si innamorerà, la ama veramente, sia nell'aspetto esteriore che interiore.
Nel terzo film si unisce al Circo Zaragoza in cui si rivela brava a fare la funambola, mantenendo l'equilibrio e ballando sulla fune insieme al fidanzato Melman.
Gloria è doppiata in originale da Jada Pinkett Smith e in italiano da Michelle Hunziker (Madagascar) e Chiara Colizzi (Madagascar 2 e Madagascar 3 - Ricercati in Europa).

## Comprimari

### Skipper
Skipper è il capo del gruppo dei pinguini di Adelia, responsabile delle decisioni e dell'organizzazione delle missioni. È autoritario, sicuro di sé, coraggioso e sempre pronto a sentire l'opinione dei compagni, mantenendo comunque la disciplina nel gruppo. Gli vengono sempre in mente piani a volte anche assurdi ma che funzionano sempre e che sistemano le situazioni. È un militarista macho, che spesso ha difficoltà ad ammettere i propri errori. Nel secondo film si innamorerà e si sposerà con una bambola rappresentante una ballerina di hula trovata nell'aeroplano dei lemuri. Nel terzo film prenderà parte al Circo Zaragoza come uno dei proprietari. È il pinguino più dotato dei quattro, non molla quasi mai in nessuna situazione. Diventa spesso paranoico e crede alle teorie del complotto. Quando è particolarmente nervoso gli viene un caratteristico tic a un occhio. Odia le punture. Ha un diario di bordo vocale. Ha due acerrimi nemici: il dottor Blowhole, un diabolico tursiope che vuole dominare il mondo e Hans, un pulcinella di mare che con un suo imprecisato tradimento ha reso Skipper nemico della Danimarca. Chiama re Julien e Mortino rispettivamente "Coda ad anelli" e "Occhi tristi". Doppiato in originale da Tom McGrath ed in italiano da Luigi Ferraro.

### Kowalski
Il pinguino Kowalski è il vice e consigliere di Skipper, che spesso gli chiede di fornire possibili soluzioni ai problemi che stanno affrontando. Di solito prende appunti per Skipper, poiché ha sempre con sé il suo taccuino (e, ogni tanto, un abaco). È il pinguino più alto e, quando Skipper è assente, prende il comando con il grado di sottotenente. Indubbiamente il più intelligente dei pinguini e degli altri animali dello zoo di Central Park, Kowalski è uno scienziato, tecnico e inventore di talento, poiché per lui inventare e formulare analisi e opzioni è l'equivalente di respirare e mangiare. Crede che ogni problema possa essere spiegato e risolto con il metodo scientifico e non crede nel paranormale. Inventa continuamente centinaia di cose che portano sempre guai ai pinguini minacciando di distruggere la Terra o di alterarne l'aspetto. Questo avviene anche quelle più banali: si ricordi l'episodio in cui una macchina per la granita da lui costruita impazzì e ricoprì New York di sostanza multicolore dalla quale spuntava unicamente la Statua della Libertà semidistrutta (rimando alla scena finale del film Il pianeta delle scimmie).
Nel film del 2014 trova una fidanzata. Si innamorerà di Eva, una civetta delle nevi agente segreta del Vento del Nord. Il nome del personaggio (Kowalski) è stato scelto probabilmente per beffeggiare i film d'azione o di guerra americani. Tale nome, infatti (o sue varianti, es.: Kawalsky), si ripresenta spesso in questi generi di film: in mezzo al gruppo dei protagonisti (soprattutto se si tratta di un team eterogeneo di persone di varia nazionalità, scrupolosamente selezionate per una missione) non manca quasi mai un tale che si chiama "Kowalski", magari straniero (visto che il nome è di origine polacca), abile/esperto in qualcosa (o più d'una) e che salva il gruppo o il protagonista da un pericolo o una situazione difficile (magari sacrificandosi). Quindi, questo nome, nei film di guerra, è diventato un tormentone, uno stereotipo, un "must", un "nome cult"... che gli amanti del genere si aspettano quasi sempre di trovare. Gli autori della DreamWorks Animation hanno così voluto ironizzare su questo fatto, inserendo un "Kowalski" anche nel loro gruppo di soldati-pinguino. Doppiato da Chris Miller (Madagascar 1, 2, 3, 4 e Buon Natale, Madagascar!) e Jeff Bennett ed in italiano da Gerolamo Alchieri.

### Soldato
Soldato (Private) è il membro più giovane e tenero del gruppo dei pinguini. Non ha una particolare specializzazione e per questo fa da volontario per i compiti più pericolosi (sebbene Skipper prova per lui un affetto quasi paterno). È infantile, sensibile, gentile, spesso timoroso e ingenuo. A differenza degli altri pinguini, non ama la violenza e ha alti standard morali. Di solito è il membro più assennato del gruppo, ma il più delle volte non viene preso sul serio dagli altri pinguini e, a causa della sua ingenuità, spesso si fida di chi non dovrebbe. Adora un programma chiamato "Lunacorni" e ha molti fumetti della serie. Dorme pure con un pupazzo della protagonista della serie. In passato era un bravissimo giocatore di minigolf. In un episodio si innamora della assistente del veterinario Shauna. Ha uno zio chiamato Nigel che è un leggendario agente segreto. Ha paura dei tassi e inizialmente aveva un occhio strabico che in Buon Natale, Madagascar! gli si raddrizza dopo aver visto Dorina, una renna di cui si innamora. Doppiato in originale da Christopher Knights (Madagascar 1, 2, 3, 4 e Buon Natale, Madagascar!) e James Patrick Stuart (I pinguini di Madagascar) e in italiano da Franco Mannella (dialoghi) e Luca Dal Fabbro (canto).

### Rico
Rico è l'esperto di armi e il braccio operativo del gruppo dei pinguini, il compagno preferito di Skipper. È un sociopatico che considera la violenza la soluzione migliore a ogni problema, ma le sue inclinazioni distruttive sono represse dall'autorità di Skipper, senza la quale Rico a volte perde il controllo di sé. La sua ottima preparazione con i coltelli, arti marziali e dinamite lo rendono un ottimo combattente, non raramente estremo. Rico comprende chiaramente, ma non parla la lingua degli altri pinguini, anche se ogni tanto mima qualche parolina. Ha la capacità di ingoiare e poi rigurgitare una quantità assurda e apparentemente illimitata di oggetti grazie alla quale il suo stomaco viene utilizzato come deposito per l'attrezzatura. Ha una vistosa cicatrice sulla guancia sinistra e una cresta. Doppiato da John DiMaggio e in italiano da Pasquale Anselmo.

### Re Julien XIII

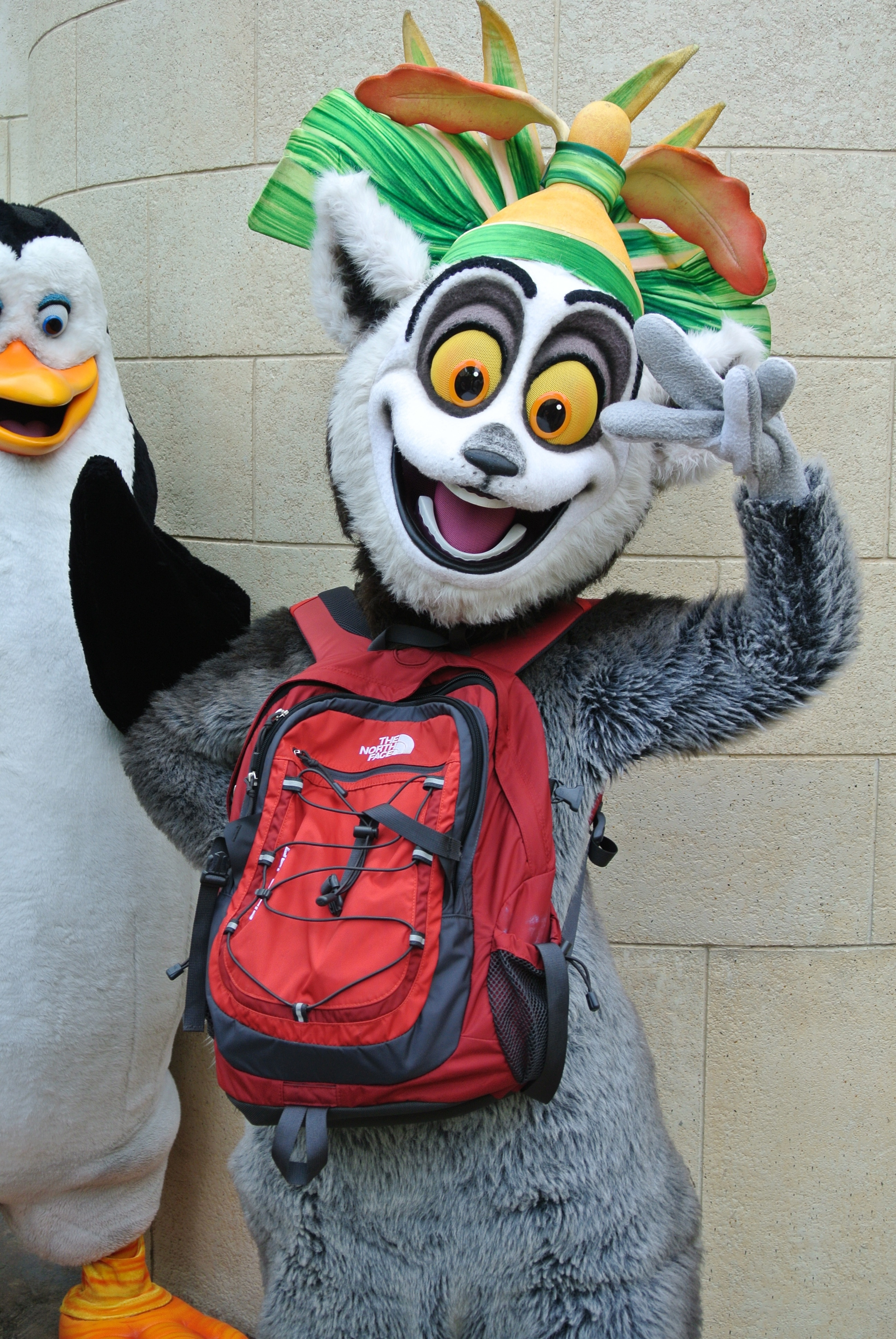
Un cosplay di Re Julien

Re Julien XIII è un lemure dalla coda ad anelli, re dei lemuri del Madagascar, poiché tiene molto a farlo notare a tutti quanti con il suo atteggiamento. È un ballerino provetto e si distingue per la sua particolare agilità, che adora festeggiare e dare feste. Nella serie I pinguini di Madagascar ha un materasso gonfiabile con la sua faccia e fa feste rimbalzanti a mezzanotte. È testardo, arrogante, narcisista ed egoista. Vive nella falsa convinzione di essere ammirato e rispettato da tutti, mentre, a parte i lemuri, gli altri animali gli si avvicinano con distacco. Tratta gli altri abitanti con superiorità, il che è particolarmente vero per Mortino, che ignora spietatamente e spesso umilia. Non brilla molto per intelletto, ma riesce a far divertire tutti con la sua simpatia e il suo carisma. A causa della sua sicurezza di sé e della sua mancanza di inibizioni, si mette spesso nei guai. Alla fine del primo film regala ad Alex la sua corona, ma ne ha un'altra con un geco di nome Stevie. Nel secondo film conquista una colonia di fenicotteri e nel terzo si innamora a prima vista di un'orsa di nome Sonya. Doppiato da Sacha Baron Cohen (Madagascar, Madagascar 2 - Via dall'isola e Madagascar 3 - Ricercati in Europa) e da Danny Jacobs (I pinguini di Madagascar), mentre in italiano è doppiato da Oreste Baldini. È il protagonista della serie Tutti pazzi per Re Julien in cui è doppiato da Ruggero Andreozzi.

### Maurice
Maurice, nato Zini (in originale Bricky), è un aye-aye ed è il fedele ciambellano e consigliere di Re Julien. Provvede che tutti facciano il loro dovere, soprattutto Julien. È assertivo nei confronti del suo sovrano, ma anche più intelligente e ragionevole degli altri lemuri, grazie al suo buon senso e alle sue capacità retoriche. Si mostra scettico nei confronti dei folli piani del suo sovrano. Le azioni di re Julien lo irritano (al punto che i pinguini fanno scommesse, scommettendo su quando Maurice avrà un crollo mentale e ucciderà il loro sovrano). Tuttavia, si sente responsabile per lui, sapendo che senza il suo aiuto Julien non sarebbe in grado di affrontare la vita. Doppiato da Cedric the Entertainer (Madagascar, Madagascar 2 - Via dall'isola e Madagascar 3 - Ricercati in Europa) e da Kevin Michael Richardson (I pinguini di Madagascar), mentre in italiano è doppiato da Roberto Draghetti.

### Mortino
Mortino (Mort) è un microcebo pigmeo incredibilmente carino, innocente e fastidioso, che ama toccare i piedi, soprattutto quelli di Re Julien, e spesso gli viene da piangere per un nonnulla. Sebbene detestato e maltrattato da Re Julien, non sembra esserne turbato. Nel primo film, inizialmente, prova disaccordo verso Alex (addirittura scoppia in lacrime quando il leone gli sorride mostrando i denti, poiché aveva paura che volesse mangiarlo vivo), ma in seguito nasce un'amicizia tra quest'ultimo e Mortino: infatti alla fine Alex salva Mortino e gli altri lemuri dai fossa, compreso anche Marty, anche lui perseguitato dai fossa, venendo considerato da tutti come un eroe. Nel secondo film, inoltre, arriva anche lui in Africa, inseguito fino all'entroterra da uno squalo. Lui è anche un feticista dei piedi di re Julien, dato che li ama abbracciare (caratteristica accennata nel primo film all'arrivo della banda di New York e introdotta dal secondo film in poi). Nel terzo film, Mortino diviene sempre partecipe alle avventure di Alex e i suoi amici, soprattutto quando stringono amicizia con il circo. Doppiato da Andy Richter e in italiano da Massimiliano Alto

## Minori

### Mason
È uno scimpanzé maschio, ex ospite dello zoo di Central Park insieme a Phil, Alex, Marty, Melman, Gloria e la squadra dei pinguini. Mason, come mammifero evoluto per natura, è la scimmia raffinata, di stile e discreta, ma incapace di leggere. È l'unico dei due in grado di comunicare verbalmente e fa da interprete ai gesti dettati dal linguaggio dei muti del suo simile Phil. Nel terzo film si traveste dall'eccentrico Re di Versailles, facendo da piedistallo a Phil (il quale si trucca la faccia e indossa una parrucca) per farlo sembrare alto come un essere umano, al fine di aiutare i pinguini a sbancare il casinò di Monte Carlo e di dirigere il Circo Zaragoza. Mason è doppiato in originale da Conrad Vernon e in italiano da Massimo Bitossi.

### Phil
È uno scimpanzé, ex ospite dello zoo. Al contrario di Mason, non sa parlare, beve parecchio (è sempre contornato da lattine) ed è rozzo, ma in compenso, come mammifero evoluto per natura, è in grado di leggere e scrivere. Comunica con Mason e con tutti tramite la lingua dei segni statunitense. Tuttavia, nel terzo film, mentre è travestito da re di Versailles al casinò di Monte Carlo, vince ed emette alcuni versi da scimmia per la gioia, il che indica che non è incapace di fare suoni con la voce. Nel terzo film è quello che si trucca la faccia e indossa una parrucca, spacciandosi per il Re di Versailles, mentre Mason gli fa da piedistallo, facendolo sembrare molto più alto.

### La famiglia di Alex
Presente nel secondo film e regnante sugli animali in una riserva del Kenya, il padre si chiama Zuba e la madre Chic Florrie (nella versione italiana "Donna"). Zuba è un padre orgoglioso, ma a volte un po' confuso sul motivo per cui suo figlio ama ballare. Dopo molti eventi, incluso il fallimento di Alex nel rito di passaggio e la vergogna della sua famiglia, Zuba accetta finalmente Alex. Ha un orecchio ferito da un proiettile il giorno della scomparsa di Alex, mentre cercava di salvarlo dai bracconieri, ai quali rubò alcune cose moderne da usare nella savana. Florrie, a differenza di Zuba, accetta Alex per quello che è. Per questo motivo agisce come la voce della ragione.
Quando rivede il figlio dopo dieci anni, la famiglia è contenta, anche se delusa nel vedere quanto è cambiato, ma alla fine i genitori accetteranno la natura di Alex. Nel terzo film la famiglia non appare perché Alex, salutandola, ha cambiato idea e vuole tornare allo zoo di New York, ma quando alla fine deciderà di unirsi alla vita circense, verrà a trovare i suoi genitori, quando il circo, diventato famoso grazie a lui, si fermerà molte volte in Kenya. Doppiati in originale da Bernie Mac e Sherri Shepherd e in italiano da Marco Mete ed Emanuela Rossi.

### Moto Moto
Presente nel secondo film, è un maschio di ippopotamo palestrato. È attratto da Gloria a prima vista, con cui ha un breve flirt, dato che gli interessa soprattutto per la sua stazza e la sua sensualità. Poco dopo un discorso di Melman (il quale lo soprannomina Mototo) si scopre che Moto Moto ha nella propria pozza non solo Gloria, ma altre femmine di ippopotamo e ciò rivela che è anche un dongiovanni. Si rivela essere anche un gran codardo in quanto, nel momento in cui si sta cercando un sacrificio per riportare l'acqua nella riserva, Moto Moto si nasconde dietro Gloria. Doppiato in originale da Will.i.am e in italiano da Roberto Pedicini.

### Stephen
È una giraffa che Melman incontrerà nel secondo film, in Africa e con la quale farà amicizia. Doppiato in originale da Stephen Kearin e in italiano da Edoardo Stoppacciaro.

### Turisti newyorkesi
Sono una banda di turisti, tra cui Nana, che i quattro animali dello zoo incontreranno in Africa. Si trovano lì per un safari africano e alla fine, siccome i pinguini hanno rubato la jeep con cui andavano ad esplorare l'Africa, si ritroveranno affamati e tenteranno addirittura di mangiare Alex, che però alla fine riconosceranno.

### Zebre
Sono un branco che Marty conoscerà in Africa ed è formato da zebre uguali in tutto e per tutto a Marty sia fisicamente che nel modo di parlare e comportarsi.

### Joe
È una giraffa che ha rivestito il ruolo di "dottor stregone" prima di Melman. Tutti lo credevano morto per la malattia del "morbo del Dottor Stregone" e pensano che Melman sia malato della stessa malattia. Alla fine scopriranno che la malattia se l'era inventata Joe e che, perciò, non esiste. Appare solo nella scena del vulcano mentre Melman si stava sacrificando.

### Marlene
È una lontra femmina che diventa amica dei pinguini e appare solamente nella serie televisiva I pinguini di Madagascar. Doppiata in originale da Nicole Sullivan e in italiano da Perla Liberatori.

### Vitaly
È uno dei personaggi di Madagascar 3 - Ricercati in Europa. È un maschio di tigre siberiana del circo Zaragoza, professionista in diverse arti performative e abile acrobata, in grado di saltare attraverso cerchi estremamente piccoli. Tutti gli animali del circo gli vogliono bene, ma i suoi migliori amici sono il leone marino Stefano e la femmina di giaguaro Gia. È il primo animale del circo che interagisce con i quattro protagonisti e si è dimostrato freddo, spietato e molto riluttante nell'ammettere i quattro nel circo, arrivando a lanciare coltelli contro di loro, ma lo faceva solo per intimidirli. Nonostante la sua ostilità (in particolare nei confronti di Alex) è in realtà molto gentile e premuroso con i suoi amici, segnato purtroppo da una tragedia. Vitaly era una tigre coraggiosa e forte che amava correre rischi ma, in un'esibizione, esagerò: si lubrificò con dell'olio di oliva e tentò di saltare dentro un anello infuocato, ustionandosi rovinosamente. Di conseguenza, perse la fiducia in sé stesso, la dignità, la moglie e la passione, e il suo pelo soffice divenne ruvido. Amareggiato dal disastro, Vitaly smise di correre rischi e affogò i suoi dispiaceri mangiando borscht. La depressione di Vitaly ebbe un grave impatto sul resto del circo, che cadde in decadenza senza la sua ispirazione. Prima dello spettacolo a Londra, Alex gli ricorda il suo amore per lo spettacolo, suggerendogli di usare un balsamo per capelli come lubrificante più sicuro, ritrovando il suo coraggio e compiendo la sua performance alla perfezione. Con questo, Vitaly ritrova il suo buon cuore e diventa amico di Alex. Vitaly è doppiato in originale da Bryan Cranston, mentre in italiano da Fabrizio Pucci.

### Gia
È una dei personaggi del circo Zaragoza di Madagascar 3 - Ricercati in Europa, comprimaria del film. È una femmina di giaguaro e l'interesse amoroso di Alex. Gia è di buon carattere, indipendente, responsabile, gentile, riflessiva, atletica e molto appassionata di trapezio circense, e difende i suoi amici del circo da qualsiasi minaccia o insulto (come quando Alex ha involontariamente preso in giro Vitaly, facendola arrabbiare all'istante). Considera Stefano un buon amico, forse una figura di fratellino, mentre Vitaly è come una figura paterna per lei. Ha cinque anni di età (lo rivela proprio ad Alex) ed è lei a far entrare Alex, Marty, Gloria e Melman nel loro circo poiché agisce come bussola morale per il circo ("Quelli del circo restano sempre uniti" è la sua frase madre). Gia è molto elegante e talentuosa, e prima di conoscere i protagonisti, eseguiva i numeri di animale ammaestrato (cioè sedersi, stare in piedi e rotolare su un fianco) e ciò fa pensare che aveva un padrone prima che i pinguini e gli scimpanzé avessero comprato il circo. Parla con un accento spagnolo nella versione italiana, mentre in quella originale è italiana. Alla fine sviluppa sentimenti romantici per Alex dopo i due si sono legati praticando il "trapezio americano". La sua doppiatrice originale è Jessica Chastain e in italiano è Chiara Gioncardi.

### Stefano
È uno dei personaggi di Madagascar 3 - Ricercati in Europa. È un leone marino della California ammaestrato del Circo Zaragoza, molto comico e allegro, sempre pieno di entusiasmo e un vero intrattenitore nell'anima, pronto a qualsiasi sfida per salvare il circo. Indossa una gorgiera da clown con i tricolori italiani, avendo egli stesso un forte accento italiano nel doppiaggio originale. Sarà lui a spiegare ad Alex la ragione per cui Vitaly è così scontroso. Ha un legame molto stretto con tutti i suoi amici, che sono come una famiglia per lui, e forma un legame veloce anche con Marty, che gli salva la vita durante le prove con il cannone. Stefano ama gli abbracci e non perde mai l'occasione di scambiarsene uno con i suoi amici. Inoltre, non si sopravvaluta: quando Alex gli dice che è un genio per aver avuto l'idea di modernizzare il circo in stile americano, lui risponde di avere un'intelligenza media, mentre altri sostengono che è "leggermente al di sotto". Anche lui, come Gia, voleva ammettere i quattro animali nel circo, anche se si dispererà terribilmente quando scopre la verità (può essere molto piagnucoloso, trovando conforto piangendo tra le braccia di Gia). Ma scoprendo che loro sono in pericolo, va a salvarli esibendo il suo grande numero, che è quello di farsi sparare con il cannone, suo grande sogno rimasto divenuto realtà. Stefano è doppiato in originale da Martin Short e in italiano da Stefano Benassi.

### Sonya
È una grande e spaventosa femmina di orso bruno circense di cui re Julien si invaghisce e che la ritiene una super model nonostante la sua ferocia da orso e il fatto che non parli. Prima non dà molta importanza alle avance di Julien, ad esempio, quando cadono dalla scalinata di Roma gli cade addosso. Alla fine Julien rinuncerà ad essere re per restare nel circo con Sonya, così si mettono insieme.

## Antagonisti

### Ferox
È il re dei fossa e l'antagonista principale del primo film. Viene sconfitto e messo in fuga insieme ai suoi simili da Alex. È doppiato in lingua originale da Ned Beatty e in italiano da Franco Mannella.

### Makunga
È un leone con una grande criniera nera in stile Pompadour e gli occhi verdi. È il rivale di Zuba poiché vuole prendere il suo posto come leone alfa. Assetato di potere, egoista, astuto, subdolo e narcisista, Makunga tiene molto al suo aspetto e di solito si comporta pensando di avere una buona leadership, ma cerca di diventare il leone alfa solo perché vuole essere al comando. Spesso guarda gli altri con una faccia malvagia che passa inosservata (tranne alla vista del pubblico) incrociando le braccia davanti al petto e sorridendo, di solito quando trama qualcosa. Da giovane Makunga sfidava spesso Zuba a combattere per la posizione del leone alfa, ma veniva sconfitto facilmente. Uno di questi scontri ha portato Zuba a distrarsi mentre Alex veniva catturato dai bracconieri. Anni dopo, Makunga si serve di Alex per raggiungere finalmente il suo status di leone alfa dove inganna Alex facendogli sfidare il suo scagnozzo Teetsi. Quando Alex viene sconfitto, Zuba dovette con riluttanza rinunciare al suo status di leone alfa e andare in esilio con la sua famiglia. Makunga non è un buon leader, affermando che l'unica soluzione al fatto che la pozza d'acqua locale era quasi asciutta era che tutti avrebbero dovuto lottare per poterla bere. Ciò fa sorgere dubbi sul suo ruolo di leone alfa e quasi tutti gli animali della riserva rivogliono indietro Zuba. Dopo che l'acqua fu riportata, si rifiutò comunque di permettere a Zuba e Alex di tornare dall'esilio. Makunga alla fine incontra la sua rovina quando viene indotto con l'inganno a far arrabbiare Nana, che attacca Makunga e lo trascina fuori dalla riserva per l'orecchio. Il commento del DVD rivela che Nana avrebbe portato Makunga a New York in una gabbia per gatti. Per i suoi obiettivi e il suo design, viene definito da molti una parodia comica di Scar de Il re leone. È doppiato in lingua originale da Alec Baldwin e in italiano da Stefano De Sando.

### Nana
È un'anziana signora la cui personalità cambia a seconda delle sue apparizioni: estremamente aggressiva con Alex e Makunga, picchiandoli in modo comicamente violento e successivamente come una figura più educata e amichevole con i turisti in Africa. Nana è incredibilmente resistente agli infortuni, dato che è riuscita a litigare di nuovo con Alex dopo essere stata tirata fuori dal resto di una jeep in corsa, oltre ad essere stata buttata fuori bordo una seconda volta dai pinguini, che l'hanno addirittura investita facendo retromarcia. Nel primo film Nana è un personaggio minore: incontra Alex alla Grande Stazione Centrale, poi lo aggredisce brutalmente ed è stata portata via dalla polizia. Come mostrato nel secondo film, è stata intervistata come testimone e dichiara cosa pensava di Alex, riferendosi a lui come il "gattino cattivo". Nel secondo film, ha un ruolo più importante, dove diventa il capo dei turisti rimasti bloccati nella riserva dai pinguini. Qui incontra di nuovo Alex, picchiandolo spesso, e adora la sua borsetta. Alla fine del film, vede Makunga che tiene la sua borsetta in mano (regalatagli da Alex e Zuba) e lo aggredisce prima di trascinarlo fuori dalla riserva per un orecchio. Doppiata in originale da Elisa Gabrielli e in italiano da Cristina Grado (Madagascar) e Cristina Noci (Madagascar 2 - Via dall'isola).

### Capitan Chantel DuBois
È una donna francese dai capelli rossi a capo degli accalappiatori di Monte Carlo. Ufficiale del servizio di controllo degli animali, è la migliore responsabile di accalappiamento a Monte Carlo, con uno stato di servizio perfetto. È anche una cacciatrice di selvaggina grossa con straordinarie capacità di tracciamento e forza, riflessi e agilità sovrumane. Come Nana, anche DuBois è incredibilmente resistente agli infortuni. Ha inoltre la capacità di rimettere perfettamente in salute i suoi uomini semplicemente cantando Non, Je ne regret rien.
Nel suo zelo di catturare gli animali selvatici, si rivela essere una psicopatica assolutamente determinata e implacabile nei suoi obiettivi. Mentre fa il suo lavoro, DuBois va al di sopra della legge ed è incredibilmente crudele nei confronti degli animali, poiché ha l'abitudine di montare le teste mozzate di ogni animale che ha catturato sulla sua parete e questa sua attività non è pubblicamente nota, particolare che suggerisce sia stata una bracconiera. Per tutto il film, insegue i quattro protagonisti nella speranza di avere la testa di Alex come trofeo. Nel climax del film cattura Alex e i suoi amici a New York City, e lo staff dello zoo la ringrazia credendo erroneamente che li abbia restituiti. Dopo aver strappato l'assegno che le hanno dato, DuBois spara ad Alex con un dardo avvelenato, ma gli animali del circo, allertati da Re Julien, arrivano e lo salvano. Dopo un combattimento tra gli animali e i suoi scagnozzi, DuBois viene narcotizzata da Mortino e i suoi uomini vengono messi KO. Lei e i suoi uomini vengono visti per l'ultima volta spediti in Madagascar (come nel primo film) grazie ai pinguini. Doppiata in originale da Frances McDormand e in italiano da Barbara Castracane.

### Donner
È una renna e leader delle renne di Babbo Natale. Apparso solo nello speciale natalizio, giudica molto negativamente le creature non natalizie che crede non siano in grado di consegnare i doni e si oppone anche al fidanzamento tra Soldato e sua sorella Dorina ma alla fine si rimangia tutto pentendosi di ciò che ha detto. Doppiato in originale da Jeff Bennett e in italiano da Felice Invernici.

### Dr. Francis Blowhole
Un delfino tursiope. Nemesi dei pinguini, è uno degli antagonisti principali della serie animata I pinguini di Madagascar. È facilmente riconoscibile per l'occhio destro bionico (dovuto ad un brutto incidente). Ha una sorella minore di nome Doris. Doppiato in originale da Neil Patrick Harris e in italiano da Davide Lepore (dialoghi) e da Roberto Tiranti (canto).

### Scoiattolo Rosso
Uno scoiattolo rosso anche lui antagonista della serie animata e nemesi di Buck Rockgut. Completamente pazzo, si riconosce facilmente per la benda sull'occhio e si autoconsidera il nemico numero uno di tutti i pinguini esistenti.